# Miloš Biković
Miloš Biković (serb. Милош Биковић; ur. 13 stycznia 1988 w Belgradzie) – serbski aktor.

## Lata młodości i edukacja
Jego rodzice rozwiedli się, gdy miał kilka miesięcy, a ojciec zmarł w 2006 roku. W młodości trenował taekwondo, aikido, koszykówkę i pływanie. Ukończył studia na wydziale sztuk dramatycznych Akademii Sztuk w Belgradzie.

## Kariera aktorska

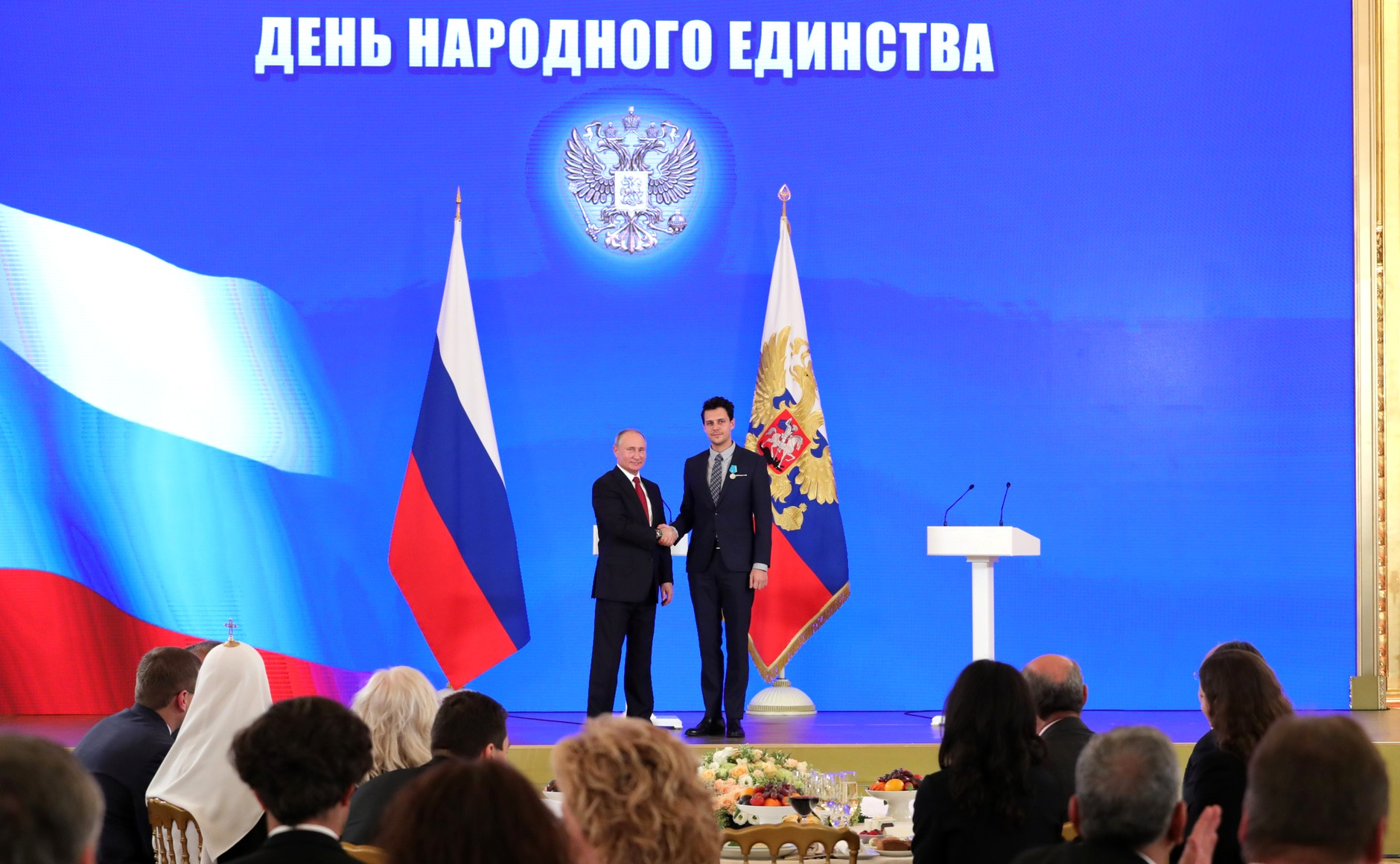
Biković podczas odbierania Medalu Puszkina z rąk Władimira Putina, 2018

Zadebiutował w 2004 roku rolą Nebojšy Ljuticia w serialu Stižu dolari, a później grał też w serialu Bela lađa. Popularność przyniosła mu rola Aleksandara Tirnanicia w filmie Montevideo, smak zwycięstwa z 2010 roku. Dzięki tej roli otrzymał nagrodę za najlepszą męską rolę na festiwalu filmowym w Niszu w 2011 roku oraz został nominowany do nagrody FIPRESCI Serbia dla najlepszego aktora. W 2012 roku wystąpił w filmie Šešir profesora Koste Vujića. W 2014 roku wystąpił w sequelu filmu Montevideo, smak zwycięstwa, zatytułowanym Montevideo, vidimo se! oraz serialu Samac u braku. W tym samym roku po raz pierwszy zagrał w rosyjskim filmie – był to Udar słoneczny w reżyserii Nikity Michałkowa, do którego został zaangażowany po tym, gdy został zauważony przez reżysera na festiwalu w Moskwie. Później wystąpił w filmach Duchless 2 i Mify oraz serialu Otel Elieon, który przyniósł mu popularność w Rosji. W 2018 roku zagrał jedną z głównych ról w filmie Lod oraz wystąpił w filmie Južni vetar, za który otrzymał główną nagrodę festiwalu w Niszu. W październiku 2018 został odznaczony przez Władimira Putina Medalem Puszkina. W 2019 roku zagrał w komedii Chołop (film ten zarobił 3 miliardy rubli, co dało mu trzecie miejsce na liście najbardziej dochodowych filmów w Rosji i WNP), a rok później wcielił się w rolę Josipa Broza Tity w serialu Senke nad Balkanom. W 2019 roku był najlepiej opłacanym aktorem w Rosji.
We wrześniu 2019 roku został stałym aktorem Belgradzkiego Teatru Dramatycznego. Współpracuje też z Teatrem Narodowym w Belgradzie.

## Życie osobiste
Oprócz ojczystego języka serbskiego biegle posługuje się angielskim i rosyjskim oraz w stopniu podstawowym hiszpańskim i niemieckim. Za swojego idola aktorskiego uważa Nebojšę Dugalicia. Ma starszego brata Mihajla, który jest mnichem.